# Greenland (Barbados)
Greenland è una cittadina di Barbados, capoluogo della parrocchia di Saint Andrew.